# Ruth Brown
Ruth Brown (Portsmouth, 1928. január 12. vagy 1928. január 31. – Las Vegas, 2006. november 17.) Grammy- és Tony-díjas amerikai énekesnő, dalszerző, színésznő. Hatott sokakra (Etta James, Aretha Franklin, Janis Joplin, Bonnie Raitt...). A rhythm and blues királynőjének nevezték.

## Pályakép
A Virginia állambeli Portsmouth-ban született. Énekesi pályája egy templomi kórusban indult el, és később is szívesen énekelt gospelt. 1945-ben otthagyta a szülői házat, és férjhez ment Jimmy Brown trombitáshoz. Pályája elején Blanche Calloway (Cab Calloway felesége) volt a menedzsere.
A Lucky Millinder Banddal énekelt először közönség elött (1946). Egy súlyos baleset miatt hónapokig volt kórházban, közben aláírta szerződését az Atlantic Recordsszal.
Első nagy sikere a „So Long” című dal volt, majd több dala is felkerült a a sikerlistákra (a „Teardrops fom My Eyes”, az „5-10-115 Hours”, a „Mama He Tears Your Daughter Mean”, az „Oh, What a Dream”, a „Mamboo Baby”). Tucatnyi számát  a legjobb rhythm and blues-dalok között tartják számon.
A hatvanas években inkább slágerek hoztak neki sikert, később szüneteltette fellépéseit, inkább háziasszony lett és gyereket nevelt.
A hetvenes években tért vissza a színpadra. Ezekben az években már filmszínészként is szerepelt. A „Black and Blue” című zenés produkcióért kapta a Tony-díjat.

## Albumok
- Rock & Roll (Atlantic, 1957)
- Miss Rhythm (Atlantic, 1959)
- Late Date with Ruth Brown (Atlantic, 1959)
- Along Comes Ruth (Philips, 1962)
- Gospel Time (Philips, 1962)
- Ruth Brown ’65 (Mainstream, 1965)
- Black Is Brown and Brown Is Beautiful (Skye, 1969)
- The Real Ruth Brown (Cobblestone/Buddah, 1972)
- Sugar Babe (President, 1976)
- You Don’t Know Me (Dobre, 1978)
- The Soul Survives (Flair, 1982)
- Takin’ Care of Business (Stockholm, 1983)
- Brown Sugar (Topline, 1985)
- Have a Good Time (Fantasy, 1988)
- Blues on Broadway (Fantasy, 1989)
- Brown, Black & Beautiful (Ichiban, 1990)
- Fine and Mellow (Fantasy, 1991)
- The Songs of My Life (Victor, 1993)
- Live in London (Jazz House, 1995)
- R+B=Ruth Brown (Bullseye Blues, 1997)
- A Good Day for the Blues (Bullseye Blues & Jazz, 1999)

## Díjak
- 1989: Tony Award for Best Actress in a Musical
- 1989: Rhythm & Blues Foundation Pioneer Award
- 1992: Inducted into the Oklahoma Jazz Hall of Fame
- 1993: Inducted into the Rock & Roll Hall of Fame
- 1996: Ralph Gleason Award for Music Journalism
- 2016: Grammy Lifetime Achievement Award
- 2017: Inducted into National Rhythm & Blues Hall of Fame

- Grammy-díj (1989)
- Rock and Roll Hall of Fame (1993)
- Tony-díj: legjobb musical-színésznő (1989)

## További információ
- Hivatalos oldal
- Ruth Brown az Internetes Szinkronadatbázisban (magyarul)
- Ruth Brown az Internet Movie Database-ben (angolul)
- Ruth Brown a Rotten Tomatoeson (angolul)